# جون آرثر رايت
جون آرثر رايت (بالإنجليزية: John Arthur Wright)‏ هو مهندس وقاضي أسترالي، ولد في 25 نوفمبر 1841، وتوفي في 24 فبراير 1920.